# A429 road
Die A429 road (englisch für Straße A429) ist eine überwiegend als Primary route ausgewiesene, 107 km lange Fernverkehrsstraße, die nördlich von Chippenham am M4 motorway in Fortsetzung der A350 road beginnt und in generell nordnordöstlicher Richtung nach Coventry führt. Teilstrecken der Straße verlaufen auf der Trasse des römischen Fosse Way.

## Verlauf
Die Straße führt zunächst an Malmesbury östlich vorbei, nimmt südwestlich von Cirencester die A433 road auf und umgeht, dabei die A419 road und die A417 road kreuzend, Cirencester. Sie führt nach Northleach weiter, kreuzt die A40 road und quert in der Folge Stow-on-the-Wold. In Moreton-in-Marsh wird die A44 road gekreuzt. Bei Halford wird der Fosse Way verlassen und die Straße führt an Wellesbourne vorbei. Sie mündet bei der Anschlussstelle junction 15 des M40 motorway in die A46 road, die Warwick im Westen umgeht. Von Kenilworth an verläuft sie wieder getrennt von der A46, ist aber keine Primary route mehr, kreuzt südlich von Coventry die A45 road und endet im Zentrum von Coventry.